# Aminata Diallo (femme politique)
Pour les articles homonymes, voir Aminata Diallo.
Aminata Diallo, est une député et femme politique guinéenne.
Députée à l'assemblée nationale du 22 avril 2020 au 5 septembre 2021.

## Biographie
Député guinéenne de 2020 en 2021, de la dernier législation de mars 2020. Elle est membre de la commission fonction publique et emploi-affaires sociales et religieuses de la 9eme législative de la république de Guinée,.